# Richard Grecco
Richard John Grecco (ur. 4 marca 1946 w St. Catharines) – kanadyjski duchowny katolicki, biskup Charlottetown w latach 2009–2021.

## Życiorys
Święcenia kapłańskie otrzymał 2 września 1972 i inkardynowany został do diecezji Saint Catharines. W roku 1982 uzyskał doktorat z teologii w Toronto. W latach 1995–1998 wikariusz generalny rodzinnej diecezji.
5 grudnia 1997 otrzymał nominację na biskupa pomocniczego diecezji London ze stolicą tytularną Uccula. Sakry biskupiej udzielił mu 2 lutego 1998 bp Thomas Benjamin Fulton. 27 kwietnia 2002 został biskupem pomocniczym archidiecezji Toronto.
11 lipca 2009 papież Benedykt XVI mianował go ordynariuszem Charlottetown w metropolii Halifax-Yarmouth.
4 marca 2021 papież Franciszek przyjął jego rezygnację z pełnionej funkcji.